# 贝勒加德 (卢瓦雷省)
贝勒加德（法語：Bellegarde，法語發音：[bɛlɡaʁd] ⓘ）是法国卢瓦雷省的一个市镇，位于该省中部偏北，属于蒙塔日区。

## 地理
贝勒加德（47°59'21"N, 2°26'34"E）面积4.93 平方千米，位于法国中央-卢瓦尔河谷大区卢瓦雷省，该省份为法国中北部省份，北起埃松省，西北接厄尔-卢瓦省，西南接卢瓦-谢尔省，南至涅夫勒省和谢尔省，东临约讷省，东北接塞纳-马恩省。
与贝勒加德接壤的市镇（或旧市镇、城区）包括：伯宗德河畔基耶尔、内普卢瓦、乌祖埃苏贝勒加尔德、叙里欧布瓦。

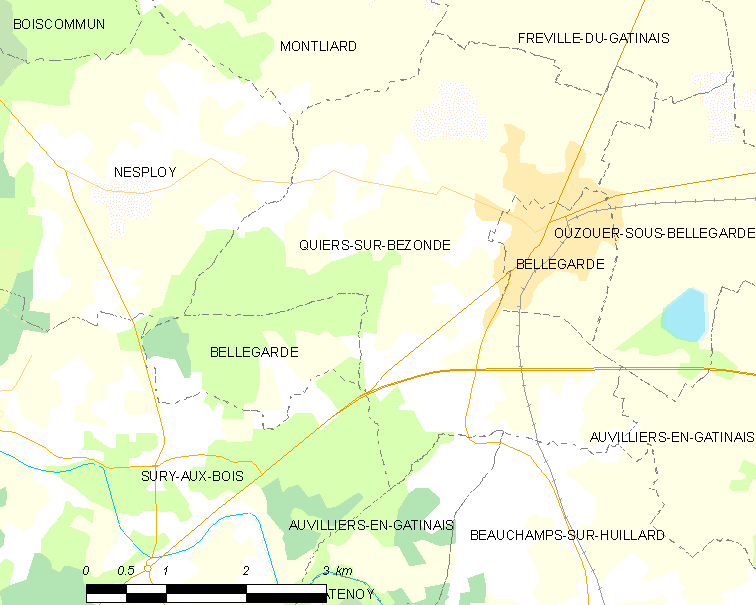
的OSM定位图

贝勒加德的时区为UTC+01:00、UTC+02:00（夏令时）。

## 行政
贝勒加德的邮政编码为45270，INSEE市镇编码为45031。

## 政治
贝勒加德所属的省级选区为洛里斯县。

## 人口

1962-2008年间人口变化图示

贝勒加德于2022年1月1日时的人口数量为1416人。